# Associazione rivoluzionaria delle donne dell'Afghanistan
L'Associazione rivoluzionaria delle donne dell'Afghanistan (in inglese Revolutionary Association of the Women of Afghanistan; in persiano جمعیت انقلابی زنان افغانستان‎, Jamiyat-e Enqelābi-ye Zanān-e Afghānestān; in pashtu: د افغانستان د ښڅو انقلابی جمعیت) è un'organizzazione sociopolitica indipendente femminile con sede a Quetta, Pakistan. I suoi obiettivi sono la tutela dei diritti delle donne, e della democrazia. Si tratta della più antica organizzazione di tale genere.

## Storia

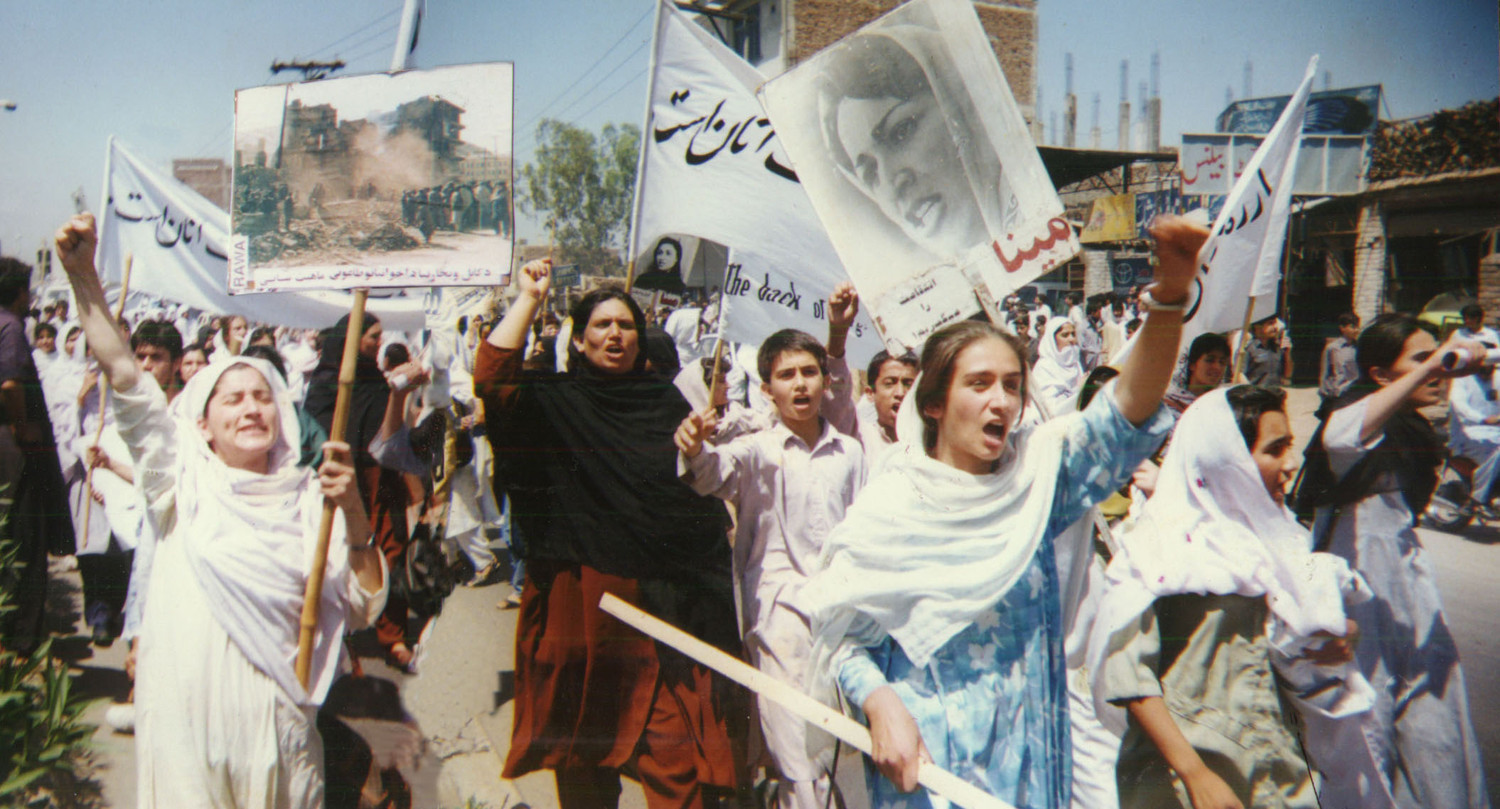
Protesta del gruppo a Peshawar, 28 aprile 1998

Rawa fu fondata nell'anno 1977 da Meena Keshwar Kamal con l'intento di aiutare le donne dell'Afghanistan  nella lotta per l'emancipazione e i diritti civili, nonché per sostenere la resistenza in seguito al colpo di Stato organizzato dall'Unione Sovietica nell'aprile del 1978 in Afghanistan e alla successiva occupazione. A partire dal 1992, anno in cui i Talebani conquistano Kabul, Rawa organizza una forma attiva di resistenza lavorando clandestinamente all'interno dell'Afghanistan sul versante politico e sociale, soprattutto nei numerosi campi profughi interni e in Pakistan, dove le attiviste stabiliscono il quartier generale clandestino. Meena Keshwar fu uccisa nel febbraio 1987 da agenti del Khad (il braccio afgano del KGB).
Rawa è attiva e organizza clandestinamente sin dalla fondazione ospedali, ambulatori mobili, corsi di alfabetizzazione per donne e scuole per bambine e bambini. Conta migliaia di iscritti e simpatizzanti in molti altri paesi, tra i quali spiccano soprattutto l'Italia, il Sudan e Iran. Pubblica dal 1981 una rivista bilingue (persiano/pashtu) intitolata Payam-e-Zan (in italiano Messaggio delle donne).